# Sepamaa
Sepamaa este o arie protejată (arie specială de conservare — SAC, sit de importanță comunitară — SCI) din Estonia întinsă pe o suprafață de 60,6 ha, integral pe uscat.

## Localizare
Centrul sitului Sepamaa este situat la coordonatele 58°15′15″N 22°32′45″E / 58.2542°N 22.5459°E.

## Înființare
Situl Sepamaa a fost declarat sit de importanță comunitară în aprilie 2004 pentru a proteja . Situl a fost protejat și ca arie specială de conservare în iulie 2006.

## Biodiversitate
Situată în ecoregiunea boreală, aria protejată conține 3 habitate naturale: Pășuni de coastă din Baltica boreală, Mlaștini calcaroase cu Cladium mariscus și specii de Caricion davallianae, Mlaștini alcaline.
La baza desemnării sitului se află un număr nedeclarat de specii protejate: